# Линвуд (Илиноис)
Линвуд (енгл. Lynwood) град је у америчкој савезној држави Илиноис.

## Демографија
По попису из 2010. године број становника је 9.007, што је 1.63 (22,1%) становника више него 2000. године.
| Група             | 2000.         | 2010.         |
| Белци             | 3.516 (47,7%) | 2.265 (25,1%) |
| Афроамериканци    | 3.349 (45,4%) | 5.940 (65,9%) |
| Азијати           | 72 (1,0%)     | 47 (0,5%)     |
| Хиспаноамериканци | 337 (4,6%)    | 657 (7,3%)    |
| Укупно            | 7.377         | 9.007         |